# خودروی پلیس

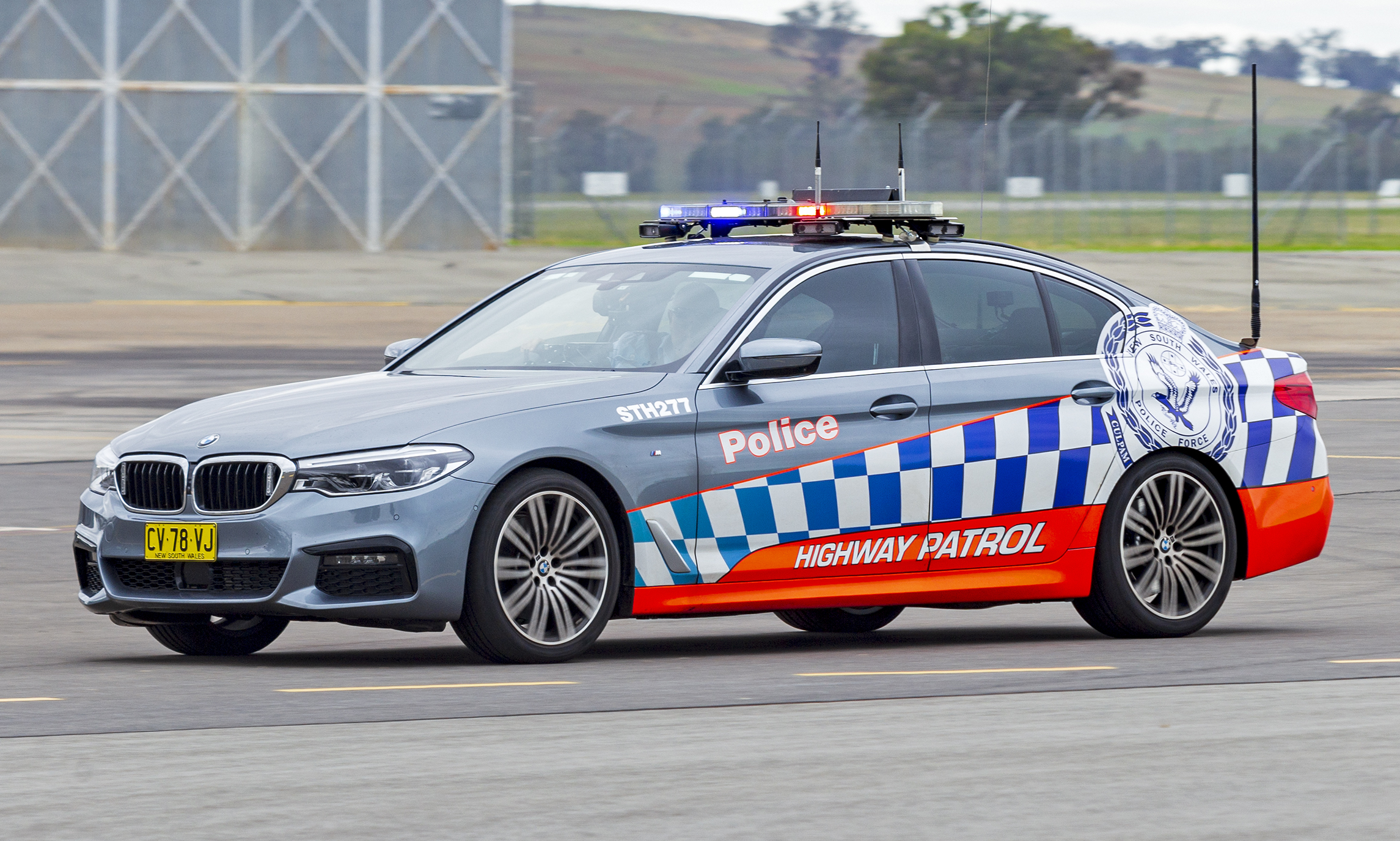
ماشین گشت بزرگراه بی‌ام‌و ۵۳۰‌دی (530d) سیدنی، استرالیا

خودروی پلیس خودرویی است به منظور کمک هرچه بیشتر به پلیس جهت گشت زنی و انجام وظائف مربوطِ در رویدادهای مجرمانه و غیرقانونی. خودروی پلیس باید سریع با شتاب و انعطاف پذیر باشد. از این خودرو جهت رسیدن هر چه سریع تر نیروهای پلیس به محل جرم و انتقال مجرمین و مظنونین استفاده می‌شود. همچنین این خودرو به منظور گشت زنی در خیابان‌ها و مناطق مختلف جهت حفظ امنیت کاربرد فراوانی دارد. طراحی خودروهای پلیس با توجه به منطقه و کشور متفاوت است. برخی خودروهای پلیس قابلیت فعالیت در نواحی شلوغ و پر ازدحام را دارند. دسته‌ای از این خودروها جهت حمل سگ های پلیس و جا به جایی جوخه‌های پلیس طراحی شده اند.

## سیر تغییرات ماشین پلیس ایران از دهه ۱۳۲۰ تا دهه ۱۳۸۰
از دهه ۱۳۲۰ که خودروهای آلمانی، انگلیسی و آمریکایی به خدمت شهربانی کل کشور درآمدند تا امروز که از بنز، پژو و زانتیا برای کارهای مربوطِ استفاده می‌شود. شاید کمتر کسی به نوع خودروها و تجهیزات به کار رفته در آنها توجه کرده باشد ولی آنچه مسلم است اینکه صرف‌نظر از قدمت طولانی استفاده از خودرو در این بخش تنها ظرف چند سال اخیر شاهد ارتقای تجهیزات در این خودروها بوده‌ایم به عبارت دیگر خودروهای پلیس شاید بیش از ۶۰ سال جز به چراغ‌های گردان، بی‌سیم و بلندگو به چیز دیگری مجهز نبوده‌اند اما امروز به سیستم‌هایی نظیر دوربین‌های خودکار، دستگاه‌های GPS، لوازم تشخیص مصرف نوشابه‌های الکلی توسط رانندگان، امکانات ماهواره‌ای و رایانه‌ای تجهیز شده‌اند. در ادامه به سیر تحول این خودروها اشاره می‌کنیم.
دهه ۱۳۲۰ - مدلی از بنز قدیمی، حدود ۶۷ سال پیش یعنی در سال ۱۹۴۰ میلادی ساخته و برای به کارگیری در شهربانی روانه تهران شد.
دهه ۱۳۳۰ - فولکس‌واگن قورباغه‌ای‌شکل با دو رنگ مشکی و سفید که به یک چراغ‌گردان آبی‌رنگ و یک دستگاه بی‌سیم با برد محدود مجهز شده بود از جمله وسایل نقلیه مورد استفاده پلیس راهنمایی و رانندگی در آن زمان بود.
دهه ۱۳۳۰ - خودرو دیگری که در این دهه به کار گرفته شد، بنز بود. در این دو دهه شهربانی کل کشور تقریباً تمام دوران حکومت پهلوی اول و ابتدای دوره پهلوی دوم را با خودروهای آلمانی سپری کرد.
دهه ۱۳۴۰ - آغاز دوباره ورود خودروهای آمریکایی، دوج‌های کرنت شش‌سیلندر که حداکثر سرعت آنها به ۲۰۰ کیلومتر در ساعت می‌رسید.
دهه ۱۳۵۰ - در تمام دهه ۱۳۵۰ در کنار لندرور انگلیسی خودروهای آمریکایی بیوک، شورولت رویال و بنز۲۳۰ به کار گرفته شدند.
دهه ۱۳۵۰ - بنزهای ۲۳۰ پلیس بر روی سقف خود و در وسط آن دارای یک بلندگو بودند که با اهرمی از داخل اتاق به سمت چپ و راست حرکت می‌کرد.
دهه ۱۳۶۰ - بنز ۲۵۰ هم از جمله خودروهایی بود که در دهه‌های ۵۰ تا ۷۰ مورد استفاده پلیس قرار گرفت. این خودرو آلمانی شش سیلندر بود و با چراغ‌های افقی قادر بود ۲۰۰ کیلومتر در ساعت را بپیماید.
دهه ۱۳۷۰ - در دهه ۱۳۷۰ خودروهای شرقی مانند تویوتا کریسیدا ساخت ژاپن وارد ناوگان پلیس ایران شدند. این خودرو چهارسیلندر بود و قادر بود ۲۰۰ کیلومتر مسافت را طی یک ساعت بپیماید.
دهه ۱۳۸۰ - دهه ۱۳۸۰ عصر به کارگیری خودروهای سمند، زانتیا، پژو ۲۰۶ و بنز ۲۴۰E. خودروهایی که به ایربگ، سیستم‌های ترمز ABS و بی‌سیم‌های دوربرد و بلندگوهای پیشرفته، رایانه و امکانات ماهواره‌ای مجهز شده‌اند.
1400 - سراتو

## نگارخانه

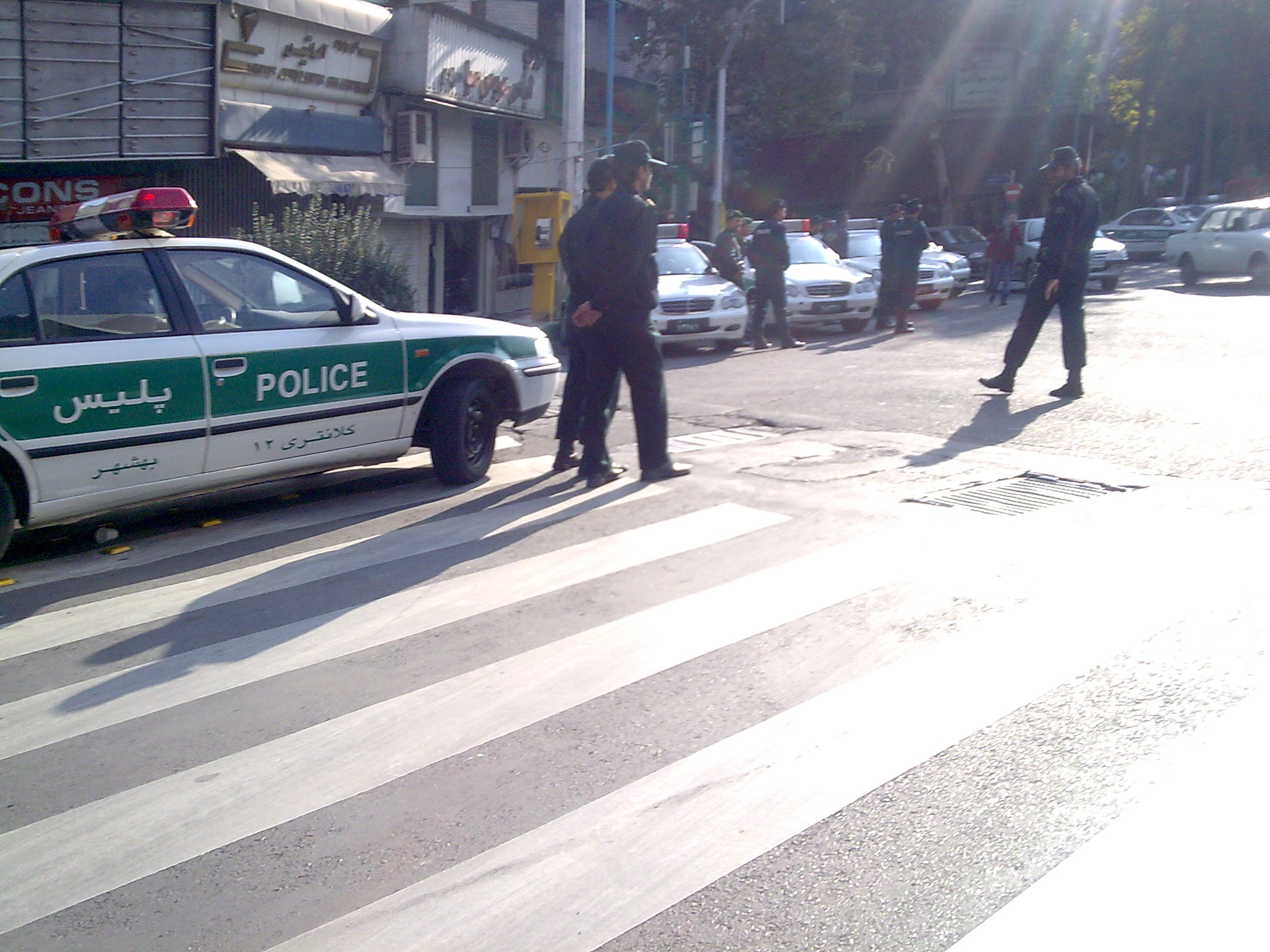
خودروی نیروی انتظامی در ایران
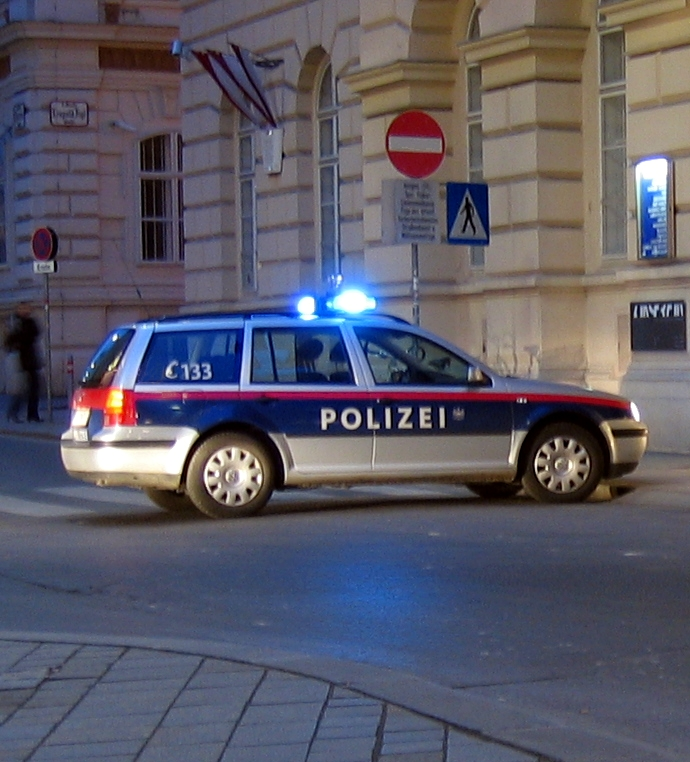
خودروی پلیس اتریشی
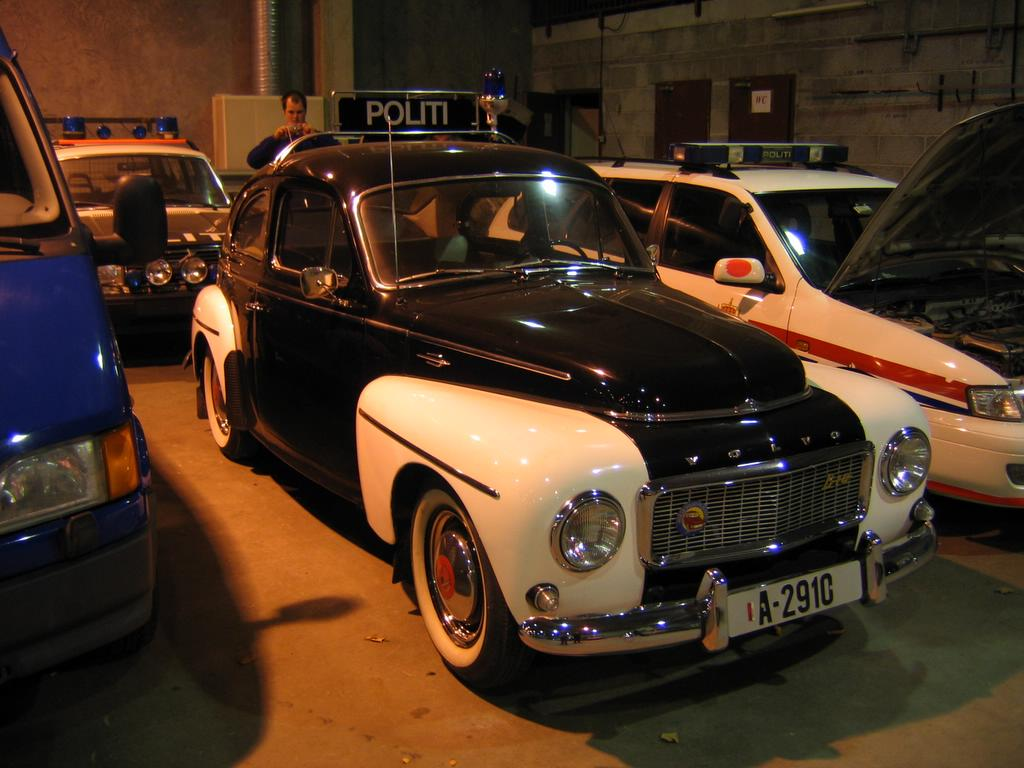
خودروی پلیس قدیمی
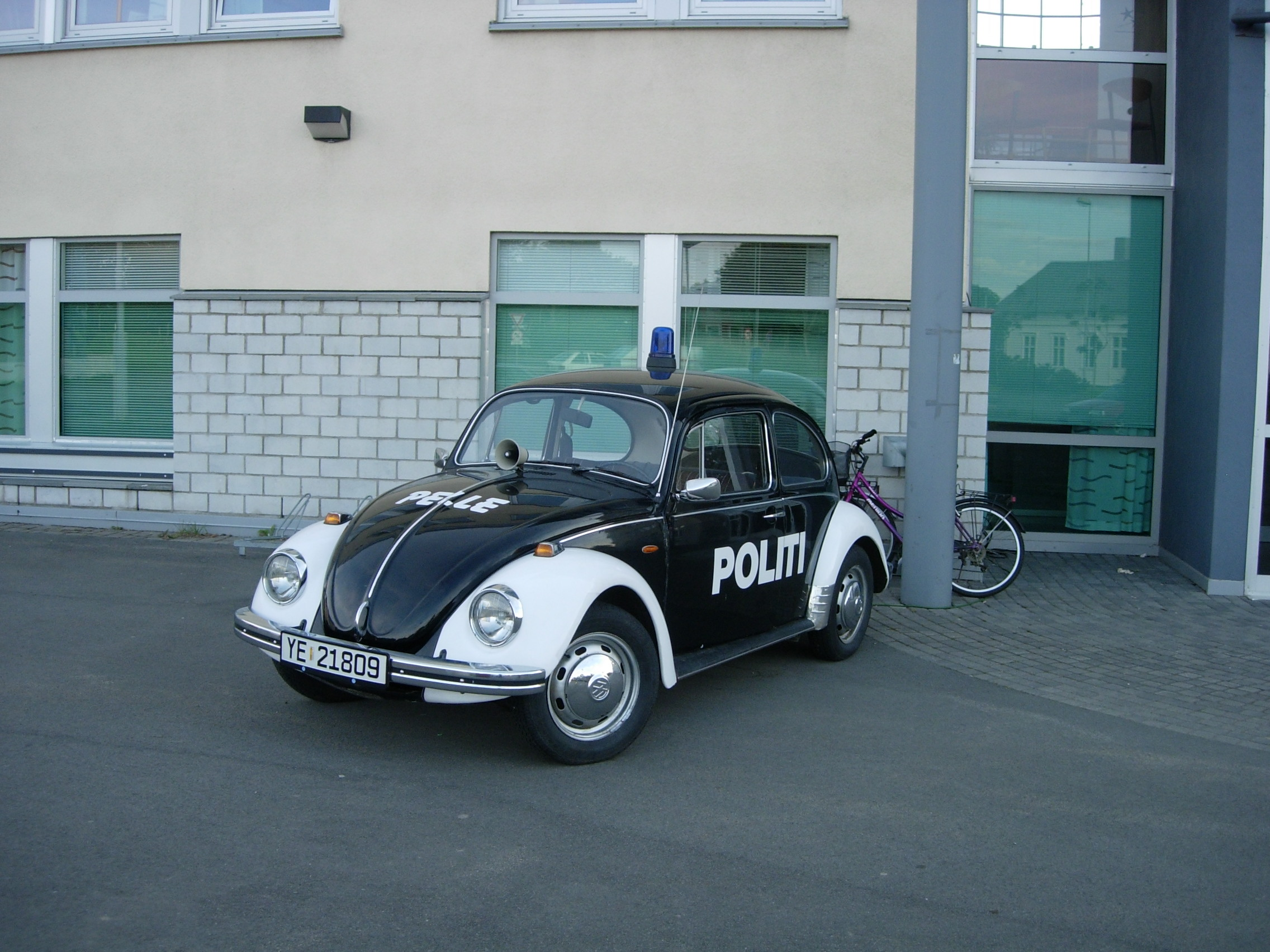
خودروی پلیس فولوکس واگن
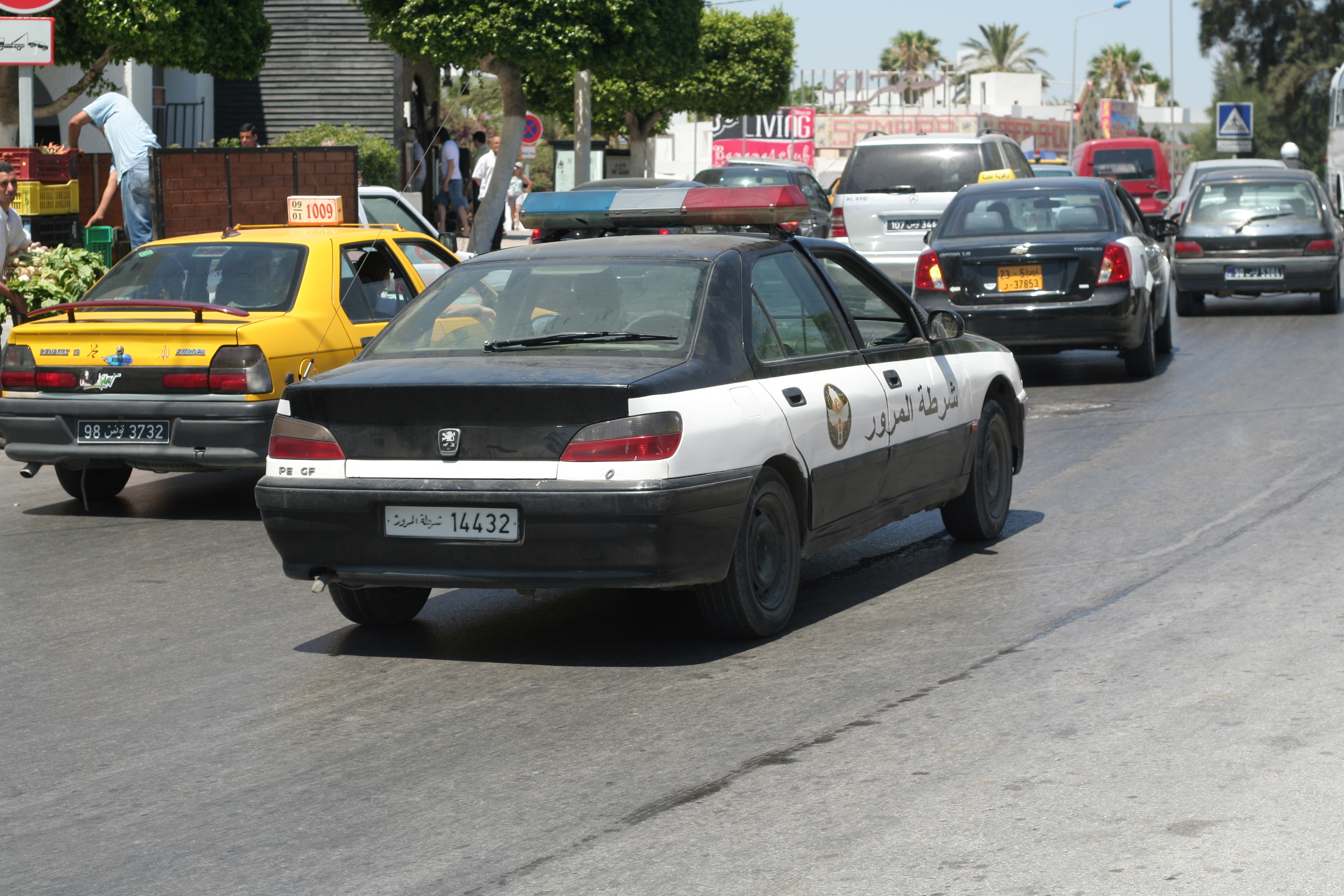
خودروی پلیس پژو (تونس)
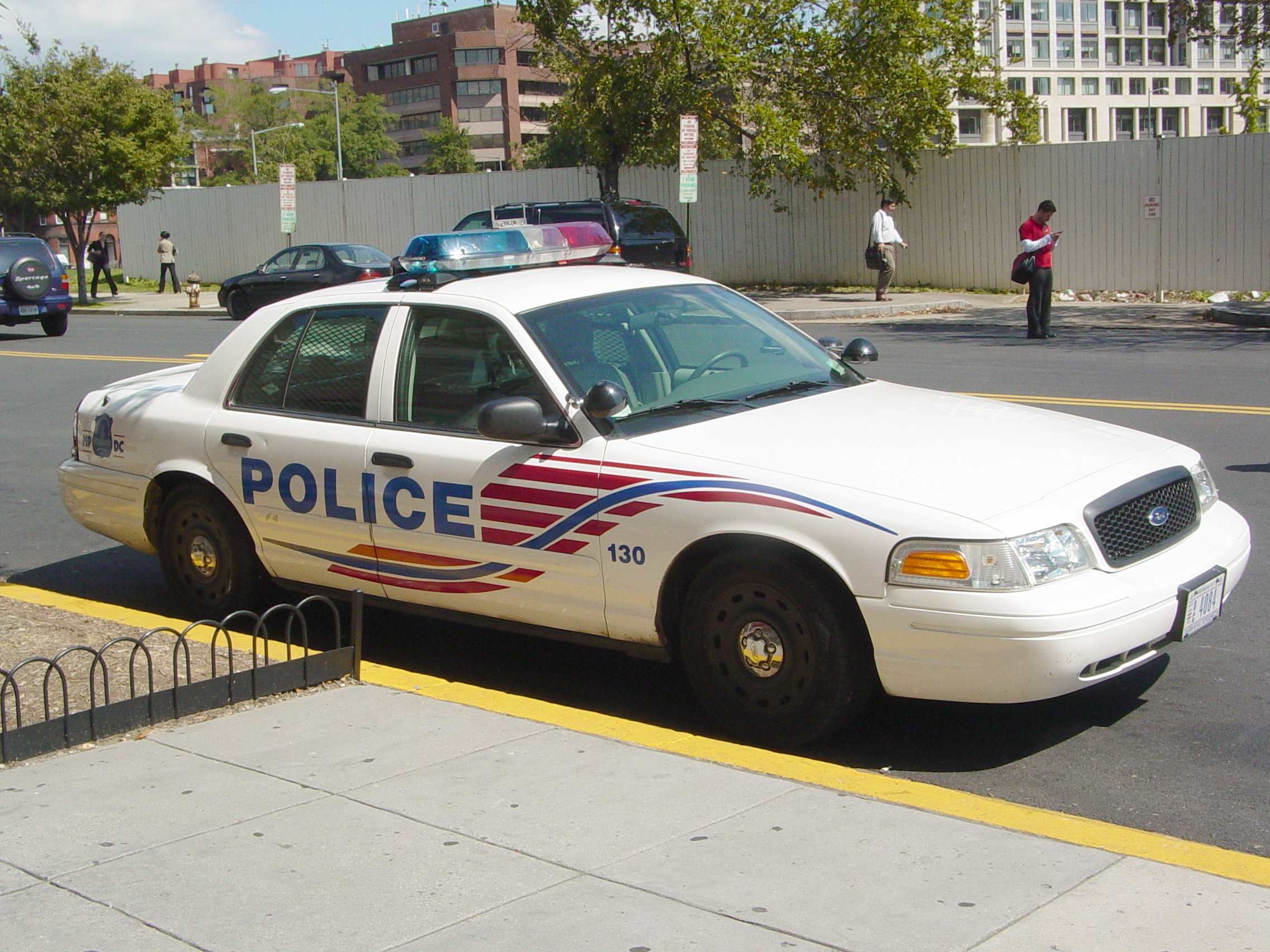
خودروی پلیس آمریکایی
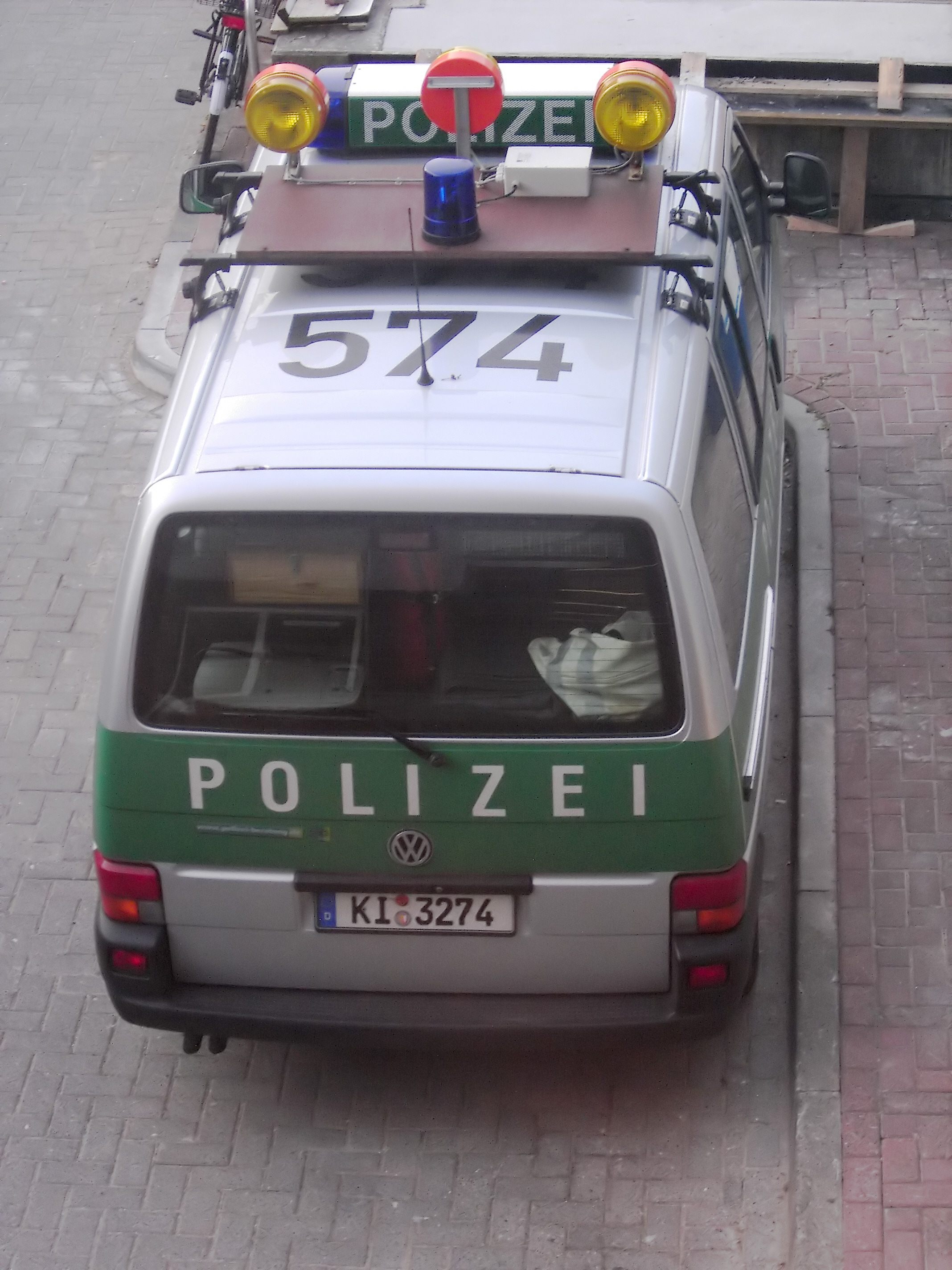
خودروی پلیس آلمانی
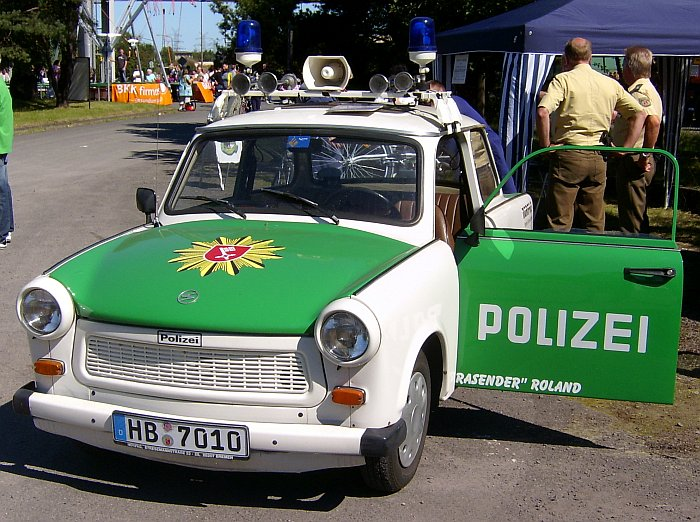
اکثر خودروهای پلیس دارای چراغ گردان و بلندگو هستند
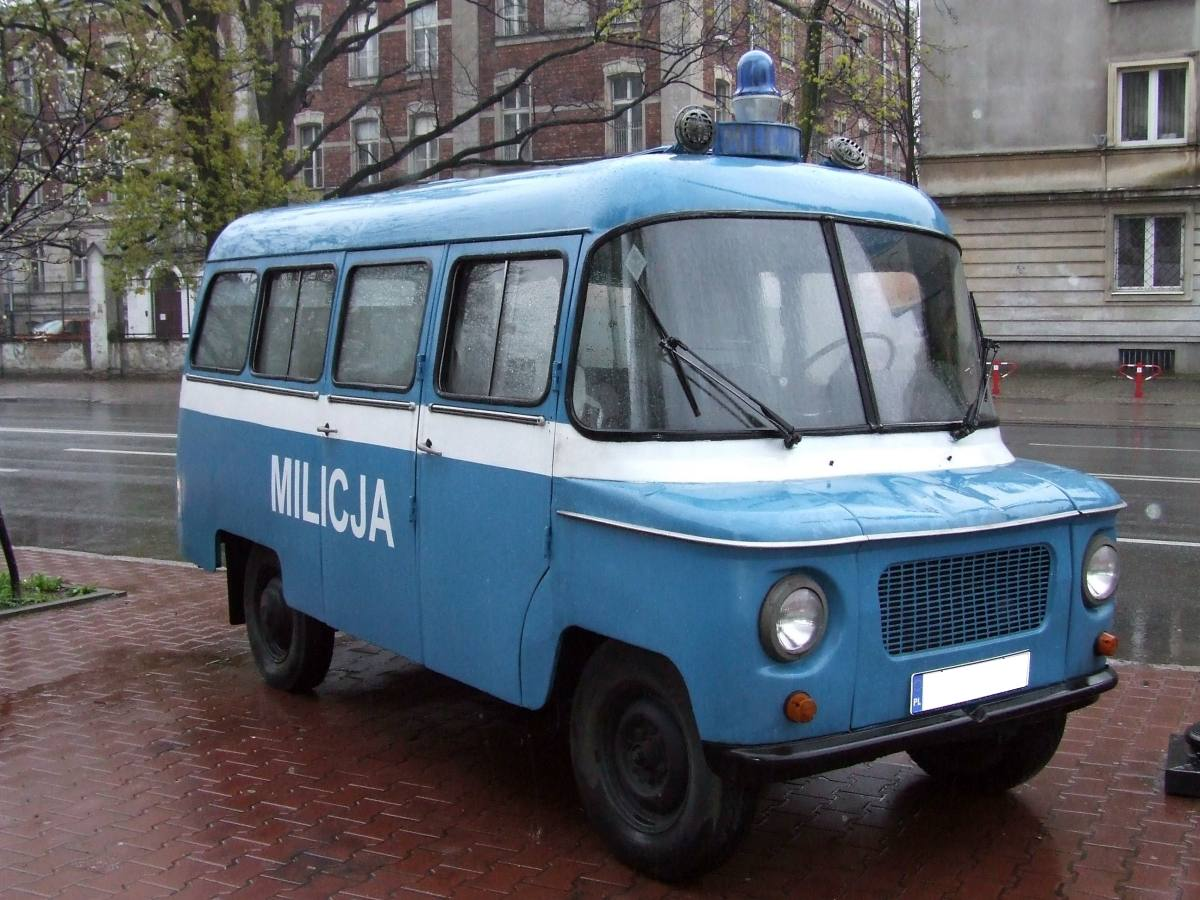
خودروی قدیمی پلیس در لهستان با کاربرد درون شهری
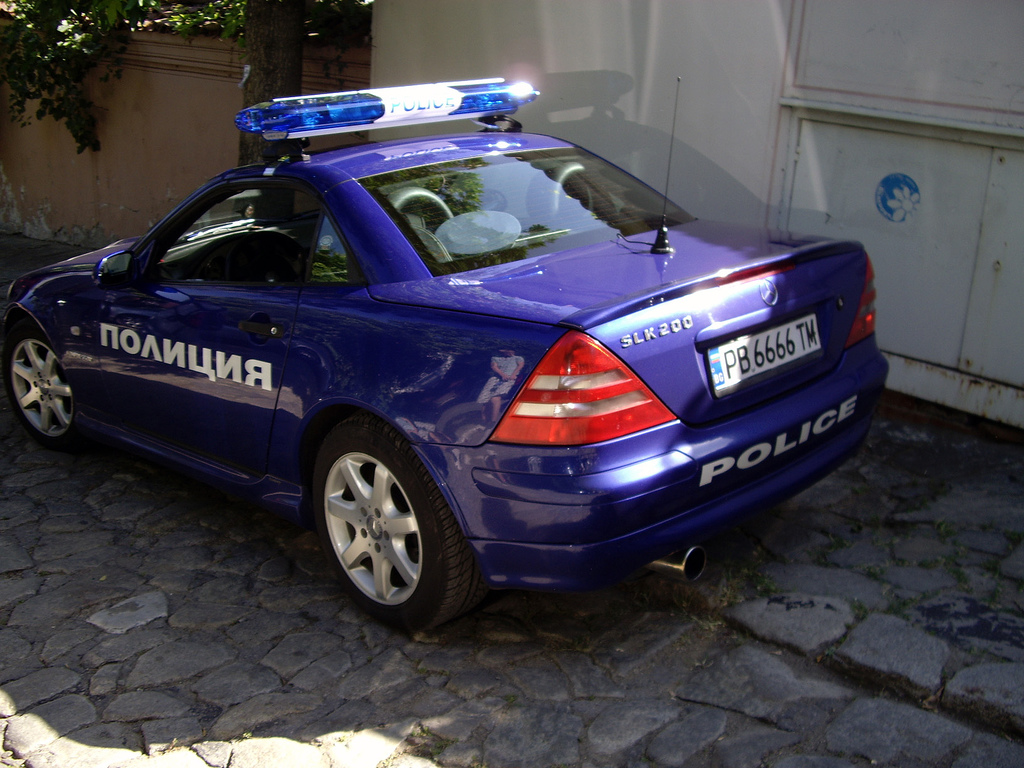
خودروی پلیس در بلغارستان (مرسدس بنز)
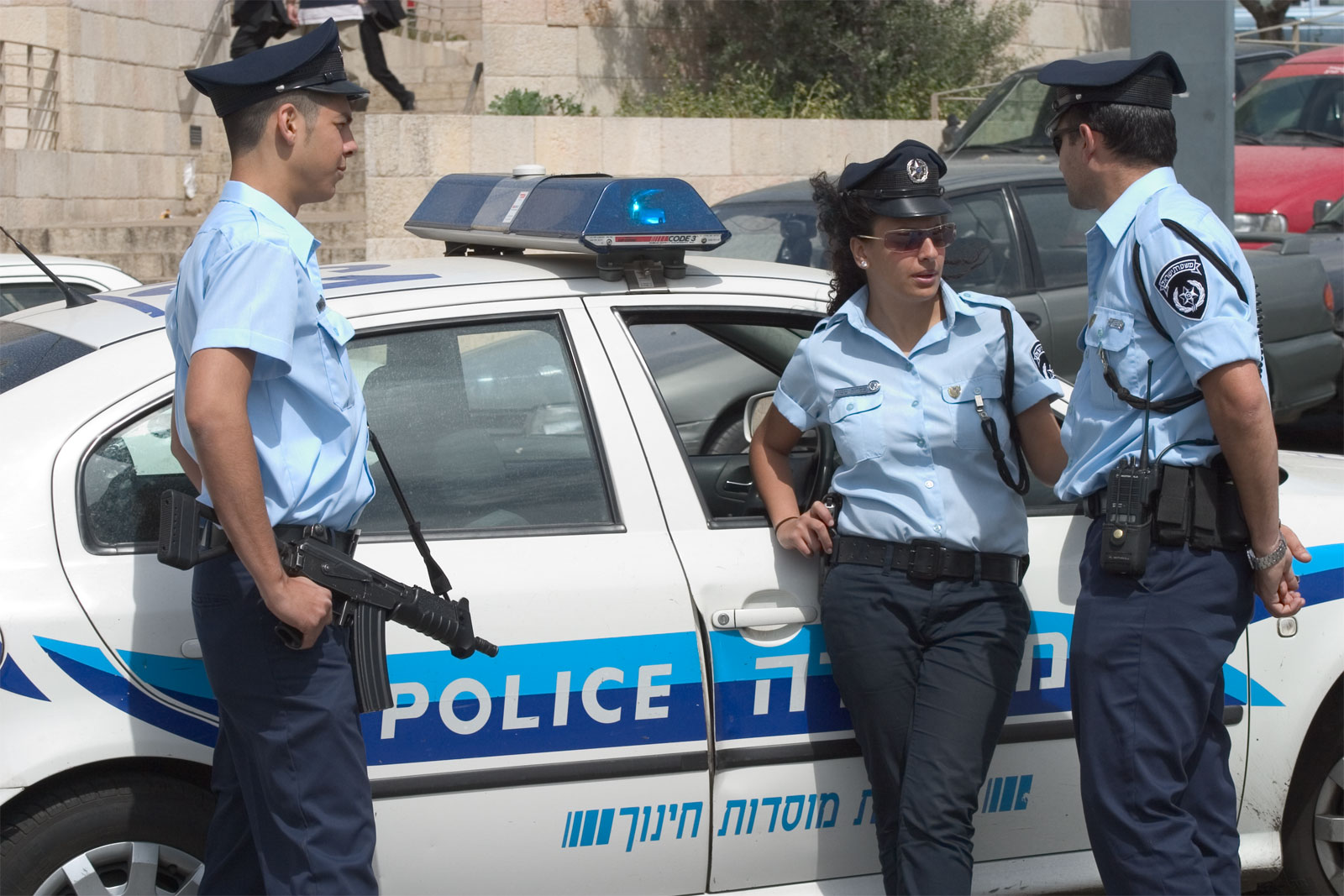
خودروی پلیس اسرائیل